# Rosa virginiana
Espèce
Classification phylogénétique
Le Rosier de Virginie, Rosa virginiana, est une espèce de plantes à fleurs de la famille des Rosaceae. C'est un rosier de la section des Carolinae, originaire de l'est des États-Unis.
Synonyme : Rosa lucida Ehrh. et rosier à feuilles luisantes

## Description
Le feuillage passe du pourpre au vert durant l'été puis au rouge sombre en hiver. Ses fleurs, en juillet, sont rose pâle.

## Hybrides
- Rosa ×mariae-graebnerae hybride spontané de Rosa virginiana et de Rosa palustris aux fleurs rose vif durant tout l'été qui se rencontre près de ses parents en Amérique du Nord ;
- Rosa ×rapa ou rosier de Turneps à fleurs roses doubles ;
- ‘Rose d'Amour’ Rosa virginiana × ? Rosa carolinae à fleurs très doubles rose pâle au centre rose plus foncé[1] ;
- ‘Rose d'Orsay’ différente par son port et sa durée de floraison[2].